# ناوشکن کلاس تینازتپ
دیسترویر کلاس تینازتپ (به انگلیسی: Tinaztepe-class destroyer) یک کلاس از کشتی است که طول آن 96 m می‌باشد.